# Tickellia hodgsoni
Tickellia hodgsoni é uma espécie de ave da família Cettiidae. É a única espécie do gênero Tickellia.